# 冯惠玲
冯惠玲（1953年8月—），女，江苏仪征人，中国档案学家，中国人民大学教授、博士生导师，曾任中国人民大学常务副校长，北京市社会科学界联合会副主席。